# Run for Your Wife (Modern Family)
Run for Your Wife é o sexta episódio da primeira temporada da série Modern Family. O episódio estreou em outubro de 2009. O episódio foi exibido originalmente pela ABC no dia 28 de Outubro de 2009 nos EUA.

## Sinopse
Jay e Gloria têm um desacordo sobre a escolha de roupa de Manny para ir a escola. Manny quer mostrar ao seus amigos sobre sua cultura Colômbiana, glória por sua vez o apoia, ao contrário Jay desencoraja o garoto deixando Glória histérica. Cameron e Mitchell surtam quando Lily recebe um galo na cabeça e levam ela para sua pediatra que tem decendência asiático o que deixa Cam um pouco louco. Claire está feliz por estar finalmente sozinha em casa, mas Phil quer passar o dia com ela o que acaba inesperadamente terminando em uma corrida.